# 린다 라킨
린다 라킨(Linda Larkin, 1970년 3월 20일 ~ )은 미국의 배우, 성우이다. 1992년 애니메이션 영화 《알라딘》과 후속편들에서 자스민 공주 역의 성우를 맡아 연기했으며, 이를 통해 2011년 디즈니 레전드에 이름을 올렸다.

## 출연 작품
- 주먹왕 랄프 2: 인터넷 속으로 (Ralph Breaks the Internet) - 자스민 공주 역 (목소리)